# آلبین ابوندو
آلبین ابوندو (انگلیسی: Albin Ebondo؛ زادهٔ ۲۳ فوریهٔ ۱۹۸۴) بازیکن فوتبال اهل فرانسه است.
از باشگاه‌هایی که در آن بازی کرده‌است می‌توان به باشگاه فوتبال سن-اتین و باشگاه فوتبال تولوز اشاره کرد.